# Reinildo Mandava
Reinildo Mandava (Beira, Sofala, 21 de enero de 1994), conocido deportivamente como Reinildo, es un futbolista mozambiqueño que juega como defensa en el Sunderland A. F. C. de la Premier League.

## Trayectoria
Mandava inició su carrera en 2012 con el club Ferroviário da Beira de su país natal, con el cual ganó dos Copas de Mozambique. En 2014 llegó a Grupo Desportivo de Maputo, también de Mozambique donde estuvo hasta diciembre de 2015, mes en el que firmó por el Benfica de Portugal, para jugar en su equipo de reserva. Por entonces ya jugaba en la selección mayor. El 6 de agosto de 2016 disputó su único encuentro con el Benfica "B", en el empate 1-1 contra Cova da Piedade y en enero de 2017 fue prestado por seis meses al Fafe de la Segunda División de Portugal. Tras debutar ante el Sporting Braga "B", logró anotar un gol en 16 encuentros, sin embargo el equipo terminó descendiendo. El Benfica "B" nuevamente lo cedió en junio de 2017 a otro club de la segunda división: al Sporting Covilhã, por una temporada, siendo Reinildo el octavo refuerzo del club. Debutó en la Copa de la Liga de Portugal 2017-18 y logró anotar cuatro goles en 31 encuentros con el Covilhã, manteniendo la categoría y haciendo buenas actuaciones en lo personal.
En julio de 2018 abandona Benfica para mudarse a su nuevo club: Belenenses, firmando hasta 2022. Siendo su primera experiencia en la primera división portuguesa, debutó con el club el 11 de agosto en la victoria por 1-0 sobre el Tondela. Se adueñó del puesto de titular en la banda izquierda del club, jugando algunos encuentros de interior izquierdo.

### Lille
En enero de 2019 Reinildo Mandava se convirtió en nuevo jugador del Lille de la liga francesa, cedido por Belenenses hasta el 30 de junio del mismo año (fin de la temporada 2018/19), con opción de compra, llegando como reemplazo de Fodé Ballo-Touré. El 23 de febrero debutó en el empate a un gol contra Racing de Estrasburgo, tras ingresar al minuto 86 en lugar de Jonathan Ikoné. El 1 de julio se incorporó de forma permanente al club, con un acuerdo hasta 2022.

### Atlético de Madrid
El 31 de enero de 2022 fichó por el Atlético de Madrid para las siguientes tres temporadas y media. Debutó en un partido ante el F. C. Barcelona en el que cayeron derrotados.
Sufrió una rotura de ligamento cruzado anterior de su rodilla derecha el 25 de febrero de 2023 en un partido de Liga contra el Real Madrid C. F. en el estadio Santiago Bernabéu. El tiempo de baja estimado fue de cinco a seis meses. Regresó a los terrenos de juego el 23 de diciembre de ese año jugando 17 minutos ante el Sevilla F. C.
En la ida de las semifinales de la Copa del Rey, cometió un penalti que fue transformado por Berenguer y que significaría la derrota por 0-1 del equipo rojiblanco.
El 8 de julio de 2025, tras disputar 103 encuentros con los rojiblancos y haber finalizado su contrato, firmó por dos años con el Sunderland A. F. C.

## Selección nacional
Reinildo Mandava forma parte de la selección de fútbol de Mozambique con la cual ha disputado 49 encuentros y ha anotado cuatro goles.
Debutó el 22 de diciembre de 2013 en un amistoso ante Suazilandia que finalizó 1-1. Sus dos primeros tantos los anotó en la clasificación para el Campeonato Africano de Naciones de 2016, ambos ante Seychelles. Volvió a anotar un gol ante Lesoto en enero de 2024, partido de preparación para la Copa Africana de Naciones, a la que Mozambique se volvió a clasificar por primera vez desde 2010. Reinildo disputó completos los tres partidos de la fase de grupos ante Egipto, Cabo Verde y Ghana, selección ante la que consiguió anotar un gol en el descuento, aunque no sirvió para evitar la eliminación.
De cara a la Copa África 2025, Reinildo disputó los seis partidos completos de la clasificación ante Mali, Guinea-Bisáu y Esuatini. Mozambique se clasificó a su segundo campeonato continental consecutivo.

### Participaciones en Copa África
| Copa África        | Sede            | Resultado      | Partidos | Goles |
| ------------------ | --------------- | -------------- | -------- | ----- |
| Copa Africana 2023 | Costa de Marfil | Fase de grupos | 3        | 1     |

#### Goles internacionales
| N.º | Fecha               | Estadio                                                      | Rival      | Gol | Resultado | Competición                                                   |
| --- | ------------------- | ------------------------------------------------------------ | ---------- | --- | --------- | ------------------------------------------------------------- |
| 1.  | 20 de junio de 2015 | Estadio Ferroviario, Beira, Mozambique                       | Seychelles | 2-0 | 5-1       | Clasificación para el Campeonato Africano de Naciones de 2016 |
| 2.  | 4 de julio de 2015  | Estadio Linité, Victoria, Seychelles                         | Seychelles | 4-0 | 4-0       | Clasificación para el Campeonato Africano de Naciones de 2016 |
| 3.  | 6 de enero de 2024  | Estadio Soccer City, Johannesburgo, Sudáfrica                | Lesoto     | 1-0 | 2-0       | Amistoso                                                      |
| 4.  | 22 de enero de 2024 | Estadio Nacional de Costa de Marfil, Abiyán, Costa de Marfil | Ghana      | 2-2 | 2-2       | Copa Africana de Naciones 2023                                |

## Estadísticas

### Clubes
Actualizado el 15 de junio de 2025.
| S. L. Benfica "B" Portugal | 2.ª           | 2016-17       | 1   | 0 | —  | — | —  | — | 1   | 0 |
| S. L. Benfica "B" Portugal | Total club    | Total club    | 1   | 0 | 0  | 0 | 0  | 0 | 1   | 0 |
| A. D. Fafe Portugal | 2.ª           | 2016-17       | 16  | 1 | 0  | 0 | —  | — | 16  | 1 |
| A. D. Fafe Portugal | Total club    | Total club    | 16  | 1 | 0  | 0 | 0  | 0 | 16  | 1 |
| Sporting da Covilhã Portugal | 2.ª           | 2017-18       | 30  | 4 | 1  | 0 | —  | — | 31  | 4 |
| Sporting da Covilhã Portugal | Total club    | Total club    | 30  | 4 | 1  | 0 | 0  | 0 | 31  | 4 |
| Belenenses SAD Portugal | 1.ª           | 2018-19       | 16  | 0 | 3  | 1 | —  | — | 19  | 1 |
| Belenenses SAD Portugal | Total club    | Total club    | 16  | 0 | 3  | 1 | 0  | 0 | 19  | 1 |
| Lille O. S. C. Francia | 1.ª           | 2018-19       | 3   | 0 | 0  | 0 | —  | — | 3   | 0 |
| Lille O. S. C. Francia | 1.ª           | 2019-20       | 16  | 0 | 4  | 0 | 2  | 0 | 22  | 0 |
| Lille O. S. C. Francia | 1.ª           | 2020-21       | 29  | 0 | 0  | 0 | 6  | 0 | 35  | 0 |
| Lille O. S. C. Francia | 1.ª           | 2021-22       | 18  | 1 | 3  | 0 | 6  | 0 | 27  | 1 |
| Lille O. S. C. Francia | Total club    | Total club    | 66  | 1 | 7  | 0 | 14 | 0 | 87  | 1 |
| Atlético de Madrid · España | 1.ª           | 2021-22       | 17  | 0 | ―  | ― | 4  | 0 | 21  | 0 |
| Atlético de Madrid · España | 1.ª           | 2022-23       | 22  | 0 | 5  | 0 | 6  | 0 | 33  | 0 |
| Atlético de Madrid · España | 1.ª           | 2023-24       | 16  | 2 | 2  | 0 | 1  | 0 | 19  | 2 |
| Atlético de Madrid · España | 1.ª           | 2024-25       | 19  | 0 | 4  | 0 | 7  | 0 | 30  | 0 |
| Atlético de Madrid · España | Total club    | Total club    | 74  | 2 | 11 | 0 | 18 | 0 | 103 | 2 |
| Sunderland A. F. C. Inglaterra | 1.ª           | 2025-26       | 0   | 0 | 0  | 0 | ―  | ― | 0   | 0 |
| Sunderland A. F. C. Inglaterra | Total club    | Total club    | 0   | 0 | 0  | 0 | 0  | 0 | 0   | 0 |
| Total carrera | Total carrera | Total carrera | 203 | 8 | 22 | 1 | 32 | 0 | 257 | 9 |
| (1)No se tienen datos de su participación en el Campeonato mozambiqueño de fútbol temporadas 2012, 2013, 2014 y 2015. (2)No se tienen datos de su participación en la Taça de Mozambique ediciones 2012, 2013, 2014 y 2015. Incluye datos de la Copa de la Liga de Portugal (2017-18 y 2018-19), la Copa de Portugal (2018-19), la Copa de Francia (2019-20 y 2021-22), la Copa de la Liga de Francia (2019-20), la Supercopa de Francia (2021) y la Copa del Rey (2022-23 a 2024-25). (3)Incluye datos de la Liga de Campeones de la UEFA (2019-20 a 2024-25) y la Liga Europa de la UEFA (2020-21) y Copa Mundial de Clubes de la FIFA (2025). |               |               |     |   |    |   |    |   |     |   |

## Palmarés

### Títulos nacionales
| Título               | Equipo               | País       | Año     |
| -------------------- | -------------------- | ---------- | ------- |
| Copa de Mozambique   | Desportivo de Maputo | Mozambique | 2013    |
| Copa de Mozambique   | Desportivo de Maputo | Mozambique | 2014    |
| Ligue 1              | Lille O. S. C.       | Francia    | 2020-21 |
| Supercopa de Francia | Lille O. S. C.       | Francia    | 2021    |